# حصار لشبونة
حصار لشبونة (بالبرتغالية: Cerco de Lisboa‏) (1 - 25 أكتوبر 1147) هي عملية عسكرية نتج عنها خضوع لشبونة لسيطرة البرتغاليين وطرد الحكام الأندلسيين منها. كانت هذه العملية من بين الانتصارات القليلة التي حققها المسيحيون خلال الحملة الصليبية الثانية.